# NGC 1596
NGC 1596 位於劍魚座α星西方約1°，是一個以側面朝向我們的小星系，分類為S0的透鏡星系，視星等11.1等，藍星等12.1等，視大小約3.7'x.9'，表面亮度12.3等，像是一個縮小版的寬帽星系,於1834年12月5日被約翰·弗里德里希·威廉·赫歇爾發現。這個星系需要14吋（35公分）以上的望遠鏡才能看見，一些視野較大的影像會同時呈現，星等13等，非常靠近的NGC 1602。